# Jessica Tan
Jessica Tan Soon Neo (en chinois 陈舜娘 ; en pinyin Chén Shùnniáng Chinese), née le 28 mai 1966 à Singapour, est une femme politique singapourienne.
Membre du Parti d'action populaire (PAP) au pouvoir, elle est élue députée (membre du Parlement, MP) représentant la circonscription Changi-Simei de la côte Est du GRC depuis 2006, trois fois réélue.
Elle est la vice-présidente du Parlement de Singapour depuis 2020, et devient temporairement présidente du Parlement en juillet-août 2023.

## Biographie

### Jeunesse et formation
Jessica Tan fréquente l'école du couvent Notre-Dame du Bon Conseil à Singapour, puis celle du couvent Saint-Joseph, et le Catholic Junior College et obtient un Bachelor of Social Science (baccalauréat en sciences sociales) avec distinction en économie. Elle obtient ensuite un Bachelor of Arts (baccalauréat ès arts) en sociologie de l'Université nationale de Singapour,.

### Carrière politique, députée
Jessica Tan fait ses débuts en politique lors des élections générales de 2006 lorsqu'elle rejoint la liste de cinq membres présentée par le Parti d'action populaire (PAP) en lice pour la circonscription GRC de la côte Est. Après que la liste du PAP ait gagné avec 63,86 % des voix contre le Parti des travailleurs, Jessica Tan devient députée au Parlement de Singapour, représentant le quartier Changi - Simei de la GRC de la côte Est. Depuis cette première élection, Jessica Tan conserve son siège parlementaire lors des élections générales suivantes en 2011, en 2015 et en 2020 après que l'équipe du PAP du GRC de la côte Est ait gagné avec respectivement 54,83 %, 60,73 % et 53,41 % des voix lors de ces trois élections générales contre le Parti des travailleurs.
Au Parlement, elle fait partie de plusieurs commissions parlementaire, elle est notamment la présidente de la Commission des comptes publics (Public Accounts Committee) pendant la première et la deuxième sessions de la 13e législature.

### Vice-présidente du Parlement
Jessica Tan est élue le 31 août 2020 vice-présidente du Parlement, en même temps que Christopher de Souza.
Le 17 juillet 2023, Jessica Tan devient présidente par intérim du Parlement de Singapour après la démission du président Tan Chuan-Jin pour une affaire privée. Elle occupe ce poste pendant deux semaines, jusqu'à ce que Seah Kian Peng soit élu président du Parlement le 2 août suivant.